# Ричи, Шарлотта
Шарлотта Ричи (англ. Charlotte Ritchie; род. 29 августа 1989) — британская актриса и певица. Наиболее известна своими ролями в британских сериалах «Призраки», «Свежее мясо», «Бестолочи», «Мертвые пиксели», «Вызовите акушерку», «Как же хорошо…» и сериале Netflix «Ты». Она также была участницей классической кроссоверной музыкальной группы All Angels.

## Ранние годы
Шарлотта Ричи родилась в Лондоне, в районе Клапем 29 августа 1989 года. Она получила образование в школе для девочек Джеймса Аллена в Далвиче. В 2005 году участвовала в постановке «Красный охотник» Молодёжного музыкального театра Великобритании. Ричи получила степень бакалавра по английской литературе и драме в Бристольском университете во время съемок в сериале «Свежее мясо».

## Карьера
В 2004 году Шарлотта Ричи сыграла главную роль в короткометражном фильме «Открытые двери» с Майклом Шином. Она появилась в качестве незарегистрированной статистки в фильме 2005 года «Гарри Поттер и Кубок огня». В августе 2006 года она также участвовала в постановке «Трюмо» театра Young Pleasance на Эдинбургском фестивале Fringe.
В 2007 году Ричи выступила с группой All Angels в одном из эпизодов британского сериала «Эммердейл». Она также сыграла роль соседки Эмили Оуэн в сериале BBC «Жизнь Райли».
С 2011 по 2016 год Ричи играла роль студентки Орегон в комедийном сериале Channel 4 «Свежее мясо».
Вместе с Томом Стортоном она участвовала в ситкоме BBC Three «Бестолочи», который впервые вышел в эфир летом 2014 года. В том же году она появилась в телешоу Channel 4 «8 из 10 кошек».
В 2015 году Шарлотта Ричи присоединилась к актёрскому составу популярной исторической драмы «Вызовите акушерку». Она исполняла роль медсестры Барбары Гилберт (Херевард) до марта 2018 года, когда решила покинуть сериал.
В 2016 году она появилась в британской пьесе Ноэля Кауарда «Частная жизнь» в роли Сибил Чейз.
В первый день 2019 года Шарлотта Ричи исполнила гостевую роль Лин в специальном новогоднем эпизоде сериала «Доктор Кто» «Решение».
С 2019 года Ричи играет роль Элисон в ситкоме BBC «Призраки» о молодой паре, унаследовавшей поместье с привидениями. Она также сыграла Элисон в сериале «Битые пиксели». Кроме того, она появилась в роли Джордж в сериале Channel 4 «Как же хорошо…», который также вышел на Netflix в 2020 году.
Ричи была участницей 11 сезона телешоу Taskmaster, который транслировался на Channel 4 с марта по май 2021 года.
В 2022 году Шарлотта Ричи присоединилась к актёрскому составу 4 сезона сериала Netflix «Ты».

## Личная жизнь
Братья и сестры:
- Люк Ричи — музыкант, работает советником по креативным технологиям в Симфоническом оркестре Сан-Франциско[8]. В 2014 году Шарлотта и Люк выпустили совместный EP «Light of Another»[9].
- Элис Ричи — журналистка Agence France-Presse[10].

## Фильмография
| Год          |     | Русское название                             | Оригинальное название               | Роль                           |
| ------------ | --- | -------------------------------------------- | ----------------------------------- | ------------------------------ |
| 2004         | кор | Открытые двери                               | The Open Doors                      | Вера                           |
| 2005         | ф   | Гарри Поттер и Кубок Огня                    | Harry Potter and the Goblet of Fire | ученица                        |
| 2009         | с   | Жизнь Райли                                  | Life of Riley                       | Эмили Оуэн                     |
| 2011—2016    | с   | Свежее мясо                                  | Fresh Meat                          | Мелисса «Орегон» Шоукросс      |
| 2012         | с   | Врачи                                        | Doctors                             | Бэки Фоули                     |
| 2014         | ф   | Бенни и Джолин                               | Benny & Jolene                      | Джолин                         |
| 2014         | с   | То, что зовется любовью                      | This Thing Called Love              | Элис Барбер                    |
| 2014         | кор | Портрет                                      | The Portrait                        | Ева Баррелл                    |
| 2014—2016    | с   | Бестолочи                                    | Siblings                            | Ханна                          |
| 2014         | ки  | —                                            | Dreamfall Chapters                  | Зои Кастильо                   |
| 2015—2018    | с   | Вызовите акушерку                            | Call the Midwife                    | Медсестра Барбара Гилберт      |
| 2016         | с   | Пьяная история (Великобритания)              | Drunk History UK                    | сама себя (пьяная рассказчица) |
| 2016         | с   | Воспитанные волками                          | Raised by Wolves                    | Руби                           |
| 2016         | кор | Группа поддержки путешественников во времени | Time Traveller's Support Group      | .                              |
| 2018         | кор | Идите осторожнее                             | Careful How You Go                  | Лина                           |
| 2018         | кор | Человек часа                                 | Man of the Hour                     | Джемма                         |
| 2018         | кор | Коробок спичек                               | MatchBox                            | Имоджен                        |
| 2019         | с   | Доктор Кто                                   | Doctor Who                          | Лин                            |
| 2019         | с   | Смерть в раю                                 | Death in Paradise                   | Айрис Шепард                   |
| 2019         | с   | Стас всё сдаст                               | Stath Lets Flats                    | Гарриет                        |
| 2019         | кор | Капитал                                      | Capital                             | Шарлотта Куинс-Уитли           |
| 2019 — н. в. | с   | Призраки                                     | Ghosts                              | Элисон Купер                   |
| 2019 — н. в. | с   | Битые пиксели                                | Dead Pixels                         | Элисон                         |
| 2020         | с   | Макдональд и Доддс                           | McDonald & Dodds                    | сержант Ирен Росс              |
| 2020         | с   | Другая                                       | The Other One                       | Китти                          |
| 2020—2021    | с   | Как же хорошо...                             | Feel Good                           | Джордж                         |
| 2021         | ф   | Повторяй                                     | Repeat                              | Эмили Мур                      |
| 2021         | ки  | —                                            | Bravely Default II                  | Глория                         |
| 2022         | с   | Гранчестер                                   | Grantchester                        | Бонни Эванс (племянница Кэти)  |
| 2023         | с   | Ты                                           | You                                 | Кейт Гэлвин                    |